# Andra (chanteuse)
Pour les articles homonymes, voir Andra.
Andra est une chanteuse, productrice, danseuse et juge dans la version roumaine de Got Talent  née le 23 août 1986.

## Biographie
Andra Maruta est originaire de Campia Turzii (Transylvanie) près de Cluj en Roumanie. Elle chante depuis son enfance et se rend à Bucarest - mais pas en roulotte confesse-t-elle avec malice - pour commencer une carrière. En 2002, Andra reçoit le prix de la meilleure nouvelle artiste pour son deuxième album Dragostea Mea. Andra s'est mariée le 23 Aout 2008 avec Catalin Maruta, né le 27 Janvier 1978, qui est un présentateur d'une émission télévisée. Ensemble ils ont eu deux enfants. Un garçon : David Maruta né le 13 Mars 2011 ; et une fille : Eva Maruta, née le 23 Juillet 2015. 
Elle devient alors une des artistes en vue en Roumanie, avec un répertoire allant du romantique à la dance pop. Son succès est tel qu'en 2007, Andra est déjà en mesure de sortir son premier Best of local. Malgré la présence de plus en plus fréquente de titres en anglais sur ses albums, Andra ne voit pas sa carrière frémir à l'échelon international. Pour devenir membre des "Balkan Girls" populaires en France que sont Inna ou Elena Georghe, Andra signe pour le label Play On. Son titre « Telephone » sort en septembre 2011. Le clip de « Telephone » séduit sur la toile et en télévision début 2012, tandis que le titre n'a aucun mal à entrer au hit.
En 2013, elle sort le titre "Inevital va fi bine".
En juin 2015, elle sort le titre "Nebuni In Noapte".

## Discographie

### Albums
- Andra (2001)
- Dragostea mea (2002)
- Vreau sărutarea ta (2003)
- Rămâi cu mine (2004)
- Best of (2007)
- De la frate la soră (2007)
- Vis de iarnă (2007)
- Dragostea rămâne (2008)
- Album de familie (2008)
- Iubeşte-mă astăzi, iubeşete-mă mâine (2009)
- Inevitabil va fi bine (2013)
- Pregătește-te pentru sărbători (2013)